# Emery (Utah)
Emery város az USA Utah államában, Emery megyében. Lakosainak száma 307 fő (2020. április 1.).

## Népesség
A település népességének változása:

| 2010 | 288 |
| 2020 | 307 |